# Roadgames
Road Games, também conhecido como Roadgames (Brasil: Enigma na Estrada / Portugal: O Asfalto do Medo) é um filme de suspense e terror australiano, dirigido por Richard Franklin. Lançado em 1981, foi protagonizado por Stacy Keach e Jamie Lee Curtis. O filme segue um motorista de caminhão que viaja pela Austrália que, juntamente com a ajuda de um caroneiro, procura rastrear um assassino em série que está massacrando mulheres e despejando seus corpos desmembrados em estradas desoladas.

## Sinopse
Nas solitárias estradas da Austrália um caminhoneiro viaja sossegado cumprindo seus deveres. Ele não sabe que um perigoso assassino de mulheres está a solta e praticando crimes na região. Sua paz acaba de vez, quando sua amiga é sequestrada pelo assassino. Ao dar queixa à polícia do sequestro, sua situação se torna ainda mais complicada já que ele passa a ser suspeito. Agora, ele precisa encontrar o verdadeiro criminoso para limpar sua barra, e ainda antes que o pior acontece à sua amiga.

## Elenco
- Stacy Keach como Quid
- Jamie Lee Curtis como Pamela Rushworth ("Hitch")
- Marion Edward como Frita
- Grant Page como assassino

## Produção
Enquanto fazia o filme Patrick Richard Franklin deu a Everett De Roche uma cópia de Rear Window como um exemplo de como ele queria que o roteiro fosse digitado. De Roche adorou o conteúdo do roteiro e expressou seu desejo de escrever um filme com um enredo semelhante, mas ambientado em um veículo em movimento. Ele desenvolveu a ideia com Franklin em Fiji, onde este co-produzia The Blue Lagoon (1980). De Roche escreveu o primeiro rascunho de Road Games durante um período de 8 dias em um hotel, com Franklin visitando periodicamente durante os intervalos na produção de The Blue Lagoon.
Filmado na Planície de Nullarbor e em Melbourne, o orçamento de US$1,75 milhão foi o mais alto de todos os tempos para um filme australiano da época. A Avco Embassy pagou US$500,000 por todos os direitos fora da Austrália, e o saldo veio da Greater Union, da Australian Film Commission, da Victorian Film Corporation e do Western Australian Film Council. 
Franklin queria colocar Sean Connery como protagonista, mas não conseguiu pagar seu salário, e o papel foi para Stacy Keach.
A atriz australiana Lisa Peers foi escalada para atuar ao lado dele, mas os distribuidores dos EUA insistiram em uma co-estrela americana, então Franklin escalou Jamie Lee Curtis. O filme teve problemas com a Actors Equity of Australia quando a filial do sindicato em Melbourne aprovou a importação de Curtis, mas a filial de Sydney se opôs. "Nós nos encontramos como a bola de pingue-pongue em um jogo de política entre Melbourne e Sydney, e quase resultou no encerramento do filme", disse Franklin. Mais tarde, Franklin reconheceu desejar ter aumentado o tamanho do papel de Curtis para tirar mais proveito dela.

## Lançamento
Road Games foi apenas um sucesso de bilheteria modesto na Austrália após seu lançamento em junho de 1981. Foi lançado nos cinemas nos Estados Unidos em novembro de 1981 e não apresentou o desempenho esperado, que Franklin atribuiu ao seu marketing como um filme slasher. No entanto, levou Franklin a conseguir o cargo de diretor de Psycho II em 1983.

## Legado
O filme foi citado por Quentin Tarantino como um de seus filmes favoritos, e também serviu de influência no filme de estreia do diretor australiano Greg McLean, Wolf Creek (2005).

## Mídia doméstica
O filme foi lançado pela primeira vez no VHS na Austrália pela Star Video no início dos anos 80. Nos EUA, o primeiro lançamento do VHS foi realizado pela Embassy Home Entertainment e mais tarde nos anos 90 pela Nelson Entertainment. Roadgames foi lançado pela primeira vez em DVD nos Estados Unidos em 10 de junho de 2003 pela Anchor Bay Entertainment. Esse lançamento está esgotado há muito tempo, com cópias por US$ 85 na Amazon.com. Na Austrália, a Umbrella Entertainment lançou um DVD de edição especial em 2004 - este DVD também não está mais impresso. Em abril de 2016, foi anunciado que a Umbrella lançaria uma nova restauração em 4k do filme pela primeira vez em disco Blu-ray.

## Premiações
| Prêmio                                             | Categoria                                  | Premiado                                   | Resultado |
| -------------------------------------------------- | ------------------------------------------ | ------------------------------------------ | --------- |
| Australian Film Institute Awards (1981 AFI Awards) | Melhor atriz coadjuvante                   | Marion Edward                              | Indicado  |
| Australian Film Institute Awards (1981 AFI Awards) | Melhor Cinematografia                      | Vincent Monton                             | Indicado  |
| Australian Film Institute Awards (1981 AFI Awards) | Melhor Edição                              | Edward McQueen-Mason                       | Indicado  |
| Australian Film Institute Awards (1981 AFI Awards) | Melhor Trilha Sonora Original              | Brian May                                  | Indicado  |
| Prêmio Saturno                                     | Melhor Filme Internacional                 | Melhor Filme Internacional                 | Indicado  |
| Prêmio Saturno                                     | Melhor Lançamento de Filme Clássico em DVD | Melhor Lançamento de Filme Clássico em DVD | Indicado  |